# Cupeños
Els cupeños són una nació ameríndia del sud de Califòrnia. Llur nom en la seva pròpia llengua és kuupangaxwichem.
Tradicionalment vivien uns 80 kilòmetres a l'interior i a uns 80 kilòmetres al nord de l'actual frontera EUA-Mèxic a la part peninsular del sud de Califòrnia. Avui formen part de la banda Pala d'indis Luiseño, banda Morongo d'Indis de Missió, i Banda Los Coyotes d'indis cahuilla i cupeño

## Història
Diversos grups diferents es van combinar per formar la cultura cupeño al voltant del 1000-1200 aC. Estaven estretament relacionats amb la cultura cahuilla. El poble cupeño vivia tradicionalment a les muntanyes a la vall de San Jose a la capçalera del riu San Luis Rey. Vivien en dues viles autònomes, Wilákalpa i Kúpa, també pronunciada Cupa, al nord de Warner Springs (Califòrnia). També vivien a Agua Caliente, situada a l'est del llac Henshaw a l'autopista estatal 79 vora Warner Springs (Califòrnia). La vila índia de 0,81 kilòmetres quadrats ara està abandonada però encara hi ha evidències de la seva importància històrica.
Els espanyols arribaren a les terres cupeño en 1795 i van prendre el control de les terres cap al segle xix. Juan Jose Warner, un ciutadà naturalitzat mexicà, va rebre gairebé 45.000 acres (180 kilòmetres quadrats) de terra en una concessió del govern mexicà el 28 de novembre de 1844. Warner, com la majoria de terratinents de Califòrnia de l'època, depenia en gran part de la mà d'obra índia. Els habitants de Kúpa eren la majoria de la mà d'obra de Warner al seu ranxo de ramat. Els cupeños continuaren residint a l'àrea anomenada pels espanyols Agua Caliente després de l'ocupació estatunidenca de Cañofòrnia en 1847-1848. Construïren una casa de ranxo d'adob en 1849 i un graner en 1857, que encara es mantenen drets.
Segons Julio Ortega, un dels membres més antics de la tribu cupeño, Warner cedí 26 kilòmetres de terra al voltant de les aigües calentes com a domini privat dels indis. Warner encoratjà els cupeños a construir una tanca de pedra al voltant del seu poble per mantenir el seu bestiar separat del del ranxo. Ortega ha considerat que si el poble havia creat els seus propis límits, els Cupeños encara hi viurien avui. Observant les condicions de vida dels cupeños en 1846, W. H. Emory, brevet major del Cos d'Enginyers de l'Exèrcit dels Estats Units, descriu als indis com si visquessin en estat de servitud per Warner i que eren objecte de mals tractes. En 1849, Warner fou arrestat per tenir tractes amb el govern mexicà i va ser portat a Los Angeles.
En 1851, a causa de diversos problemes de conflicte, Antonio Garra, un cupeño del ranxo de Warner, intentà organitzar una coalició de tribus índies del sud de Califòrnia contra els euroamericans. La revolta de Garra va fallar i els colons executaren Garra. Els cupeño havien atacat Warner i el seu ranxo, cremant alguns edificis. Van perdre també les estructures al seu assentament de Kúpa. Warner envià la seva família a Los Angeles, però continuà treballant al ranxo mitjançant tercers.
Després de contacte amb els europeus i abans de la seva expulsió els Cupeños venien llet, pastura i altres manufactures als viatgers al Southern Immigrant Trail i als passatgers de les diligències de la Butterfield Overland Mail que s'aturaven al ranxo Warner i passaven a través de la seva vall. Les dones feien puntes i van prendre la bugaderia, que rentaven a les aigües termals. Els homes tallaven fusta i feien selles d'estora pels cavalls. També criaven bestiar i cultivaven 200 acres de terra. Després de nombroses demandes i contrademandes en 1880 John G. Downey va adquirir tots els títols de propietat de la part principal del ranxo de Warner.
En 1892 John G. Downey, antic governador de Califòrnia i propietari des de 1880, va començar el procés per desallotjar als indis del ranxo. Els procediments judicials van continuar fins a 1903, quan el tribunal va sentenciar en Barker v Harvey en contra dels cupeño. El govern dels Estats Units va oferir comprar noves terres per als cupeño, però es van negar. En 1903 Cecilio Dientenegro, cap cupeño a Agua Caliente, va dir : "Si ens dona el millor lloc en el món no és tan bo com aquest. Aquesta és la nostra casa, no podem viure en qualsevol altre lloc, hem nascut aquí ... i els nostres pares estan enterrats aquí."
El 23 de maig de 1903 els indis Cupa foren desallotjats cap a Pala (Califòrnia) al riu San Luis Rey, uns 121 kilòmetres més lluny. Els actuals descendents dels cupeño de Warner Springs es troben a les reserves de Los Coyotes, San Ygnacio, Santa Ysabel, i 
Mesa Grande. Molts cupeños creuen que llur terra a Kúpa els serà retornada i amb aquesta finalitat estan cercant assessorament legal. El lloc Cupa serveix com a punt de reunió per al moviment de terra dels amerindis contemporanis, l'esforç per recuperar les àrees culturals i religioses.

## Cultura
La tribu és dividida en dues meitats, el coiot i el gat salvatge, que eren sotsdidivides en nombrosos clans patrilineals. Els clans eren dirigits per líders hereditaris masculins i els assistents dels líders. Tradicionalment els matrimonis eren arreglats.
Els aliments tradicionals inclouen glans, fruites de cactus, llavors, baies, cérvols, guatlles, conills i altres animals petits.
El Centre Cultural Cupa Cultural va ser fundat a Pala el 1974 i fou objecte d'una important expansió en 2005. El centre fa exposicions d'artesania, acull classes i activitats com la cistelleria i grans, i ofereix classes d'idioma cupeño. Durant el primer cap de setmana de cada mes de maig se celebren els Dies Cupa dies al centre cultural.

## Idioma
El cupeño pertany al grup cupan que inclou el cahuilla i luiseño. Aquest grup forma part de les llengües takic de la família lingüística uto-asteca. Roscinda Nolasquez (1892–1987) n'és considerada el darrer parlant nadiu.
La llengua és considerada extinta. El 1994 el lingüista Leanne Hinton estimava que entre una i cinc persones encara en parlaven i que nou persones van dir que en parlaven en el cens dels Estats Units de 1990. Hi ha materials educatius per a la llengua i els joves segueixen aprenent a cantar-la, especialment pel que fa als cants d'ocells.

## Població
Alfred L. Kroeber estimà la població cupeño el 1770 en 500 individus. Lowell John Bean i Charles R. Smith van dir que el 1795 hi havia entre 500 i 750. Pel 1910 la població cupeño havia caigut a 150,segons Kroeber. Últimes estimacions han suggerit que hi havia menys de 150 cupeños el 1973, però 200 en 2000. El cens de 2000 enregistrava 568 cupeños.